# San Marino a 2024. évi nyári olimpiai játékokon
San Marino a franciaországi Párizsban megrendezett 2024. évi nyári olimpiai játékok egyik részt vevő nemzete. Az országot az olimpián 5 sportágban 5 sportoló képviseli.

## Atlétika
Női
| Versenyző             | Versenyszám | Selejtező | Selejtező | Selejtező | Előfutam | Előfutam | Előfutam | Elődöntő | Elődöntő | Elődöntő | Döntő   | Döntő    |
| Versenyző             | Versenyszám | Idő       | Hely.     | Össz.     | Idő      | Hely.    | Össz.    | Idő      | Hely.    | Össz.    | Idő     | Helyezés |
| --------------------- | ----------- | --------- | --------- | --------- | -------- | -------- | -------- | -------- | -------- | -------- | ------- | -------- |
| Alessandra Gasparelli | 100 m       | 11,62     | 2.        | 4.        | 11,54    | 7.       | 52.      | kiesett  | kiesett  | kiesett  | kiesett | kiesett  |

## Birkózás

### Férfi
Szabadfogású
| Versenyző   | Versenyszám | Nyolcaddöntő          | Negyeddöntő       | Elődöntő          | Vigaszág elődöntő | Bronz- mérkőzés   | Döntő             | Helyezés |
| Versenyző   | Versenyszám | Ellenfél Eredmény     | Ellenfél Eredmény | Ellenfél Eredmény | Ellenfél Eredmény | Ellenfél Eredmény | Ellenfél Eredmény | Helyezés |
| ----------- | ----------- | --------------------- | ----------------- | ----------------- | ----------------- | ----------------- | ----------------- | -------- |
| Myles Amine | 86 kg       | Vasyl Mykhailov (UKR) |                   |                   |                   |                   |                   |          |

## Íjászat
Női
| Versenyző        | Versenyszám | Selejtező | Selejtező | 64-es főtábla                     | 32-es főtábla     | Nyolcaddöntő      | Negyeddöntő       | Elődöntő          | Döntő             | Helyezés |
| Versenyző        | Versenyszám | Pont      | Kiemelés  | Ellenfél Eredmény                 | Ellenfél Eredmény | Ellenfél Eredmény | Ellenfél Eredmény | Ellenfél Eredmény | Ellenfél Eredmény | Helyezés |
| ---------------- | ----------- | --------- | --------- | --------------------------------- | ----------------- | ----------------- | ----------------- | ----------------- | ----------------- | -------- |
| Giorgia Cesarini | Egyéni      | 625       | 58.       | Michelle Kroppen (GER) (7.) · 3-7 | kiesett           | kiesett           | kiesett           | kiesett           | kiesett           | 33.      |

## Sportlövészet
Női
| Versenyző          | Versenyszám | Selejtező | Selejtező | Döntő   | Döntő    |
| Versenyző          | Versenyszám | Pont      | Helyezés  | Pont    | Helyezés |
| ------------------ | ----------- | --------- | --------- | ------- | -------- |
| Alessandra Perilli | Trap        | 116       | 15.       | kiesett | kiesett  |

## Úszás
Férfi
| Versenyző     | Versenyszám | Előfutam | Előfutam | Előfutam | Elődöntő | Elődöntő | Elődöntő | Döntő   | Döntő    |         |
| Versenyző     | Versenyszám | Idő      | Hely.    | Össz.    | Idő      | Hely.    | Össz.    | Idő     | Helyezés |         |
| ------------- | ----------- | -------- | -------- | -------- | -------- | -------- | -------- | ------- | -------- | ------- |
| Loris Bianchi | 400 m gyors | 4:01,13  | 8.       | 32.      | kiesett  | kiesett  | kiesett  | kiesett | kiesett  | kiesett |